# Le Bateau ouvert

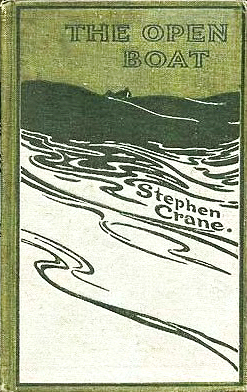
Couverture de l'édition de Doubleday, illustrée par William Bradley (1898).

Le Bateau ouvert (titre original : The Open Boat) est une nouvelle de l'écrivain américain Stephen Crane.
Publiée pour la première fois en 1897 dans la revue littéraire Scribner's Magazine, la nouvelle raconte l'expérience de Crane en tant que survivant du naufrage du vapeur SS Commodore au large des côtes de la Floride. Ce petit bateau, chargé de fusils et de munitions pour les insurgés, l'amenait à Cuba pour un travail de correspondant local de presse. Le Commodore ayant coulé le 2 janvier 1897 au large des côtes de la Floride après avoir heurté un banc de sable, Crane et ses compagnons (le correspondant, le coq, le graisseur et le capitaine) durent lutter pour leur survie durant trente heures. Dans une minuscule embarcation, Crane et trois autres naufragés parvinrent à naviguer jusqu'à la terre ferme ; l'un des naufragés (désigné dans la nouvelle comme the oiler, le graisseur) se noya dans les rouleaux en touchant terre. Un récit de l'expérience de Crane et des survivants, intitulé Stephen Crane's Own Story, fut publié dans un journal quelques jours après l'évènement.

## Sources
- Préface de Pierre Leyris au recueil intitulé Le Bateau ouvert (comprenant aussi La mariée s'en vient à Yellow Sky, L'Hôtel bleu, Le Visage tourné vers le haut), Mercure de France, 1966.

## Source
- (en) Cet article est partiellement ou en totalité issu de l’article de Wikipédia en anglais intitulé « The Open Boat » (voir la liste des auteurs).